# Petite-Hettange
Pour l’article homonyme, voir Hettange-Grande.
Petite-Hettange est un village et une ancienne commune de Moselle rattachée à Malling en 1811.

## Géographie
Situé au sud-est de Malling.

## Toponymie
- Hetteng (1276), Hettingen (XVIIe et XVIIIe siècles), Hettange la Petite (1756 & 1793), Hettange Petite (1801), Petite Hettange (1802), Hettange-La-Petite ou Klein-Hettingen (1845)[1].
- Hettingen en Allemand[2]. Kleng-Hetténgen & Kleng-Hetténg en Francique lorrain.
- Pendant l'annexion allemande: Klein Hettingen et Klein Hettingermühle pour le moulin.

### Sobriquets
- Anciens sobriquets désignant les habitants: Di Hetténger Schlecken (Les escargots de Hettange).

## Histoire
- Appartenait à la paroisse d'Oudrenne En 932.
- Faisait partie en 1790 du canton de Kœnigsmacker, puis passa dans celui de Metzervisse à l'époque de l'an III et y fut maintenue en 1802.
- Fut rattaché à Malling le 17 mars 1811.

## Démographie
| 1793 | 1800 | 1806 | 1817 | 1852 | 1900 |
| ---- | ---- | ---- | ---- | ---- | ---- |
| 106  | 109  | 124  | 141  | 187  | 125  |

## Lieux et monuments
- Chapelle Saint-Philippe
- Moulin à farine